# Motykały (gmina)
Motykały – dawna gmina wiejska istniejąca do 1939 roku w woj. poleskim (obecnie na Białorusi). Siedzibą gminy były Motykały (129 mieszk. w 1921 roku).
W okresie międzywojennym gmina Motykały należała do powiatu brzeskiego w woj. poleskim. 18 kwietnia 1928 roku do gminy przyłączono zniesioną gminę Łyszczyce. 
Po wojnie obszar gminy Motykały wszedł w struktury administracyjne Związku Radzieckiego.